# Private Line
Private Line är ett finländskt hårdrock-, glam- och metalband från Helsingfors som bildades i mitten av 1996 i Jyväskylä.

## Medlemmar
Nuvarande medlemmar
- Sammy (Sami Aaltonen) – sång, gitarr (1996– )
- Eliaz – trummor (1996– )
- Illy (Illari Heinäaho) – gitarr, keyboard, programmering (1999– )
- Spit – basgitarr (1999– )
- Jack Smack (Juha Jakonen) – gitarr, sång (2002– )

Tidigare medlemmar
- Jari Huttunen – gitarr (1996–2002)
- Janne Kulju – basgitarr (1996–1999)

## Diskografi
Studioalbum
- 21st Century Pirates (2004)
- Evel Knievel Factor (2006)
- Dead Decade (2011)

EP
- Smooth Motions (1998)
- Six Songs of Hellcity Trendkill (2002)

Singlar
- "1-800-Out-Of-Nowhere" (2004)
- "Already Dead" (2004)
- "Forever and a Day" (2004)
- "Broken Promised Land" (2006)
- "Sound Advice" (2007)
- "Dead Decade" (2011)

Musikvideor
- "Forever and a Day" (2004)
- "1-800-Out-of-Nowhere" (2004)
- "Broken Promised Land" (2006)
- "Sound Advice" (2007)
- "Dead Decade" (2011)
- "Deathroll Casino" (2012)